# Święta Kasylda (obraz Francisco de Zurbarána)

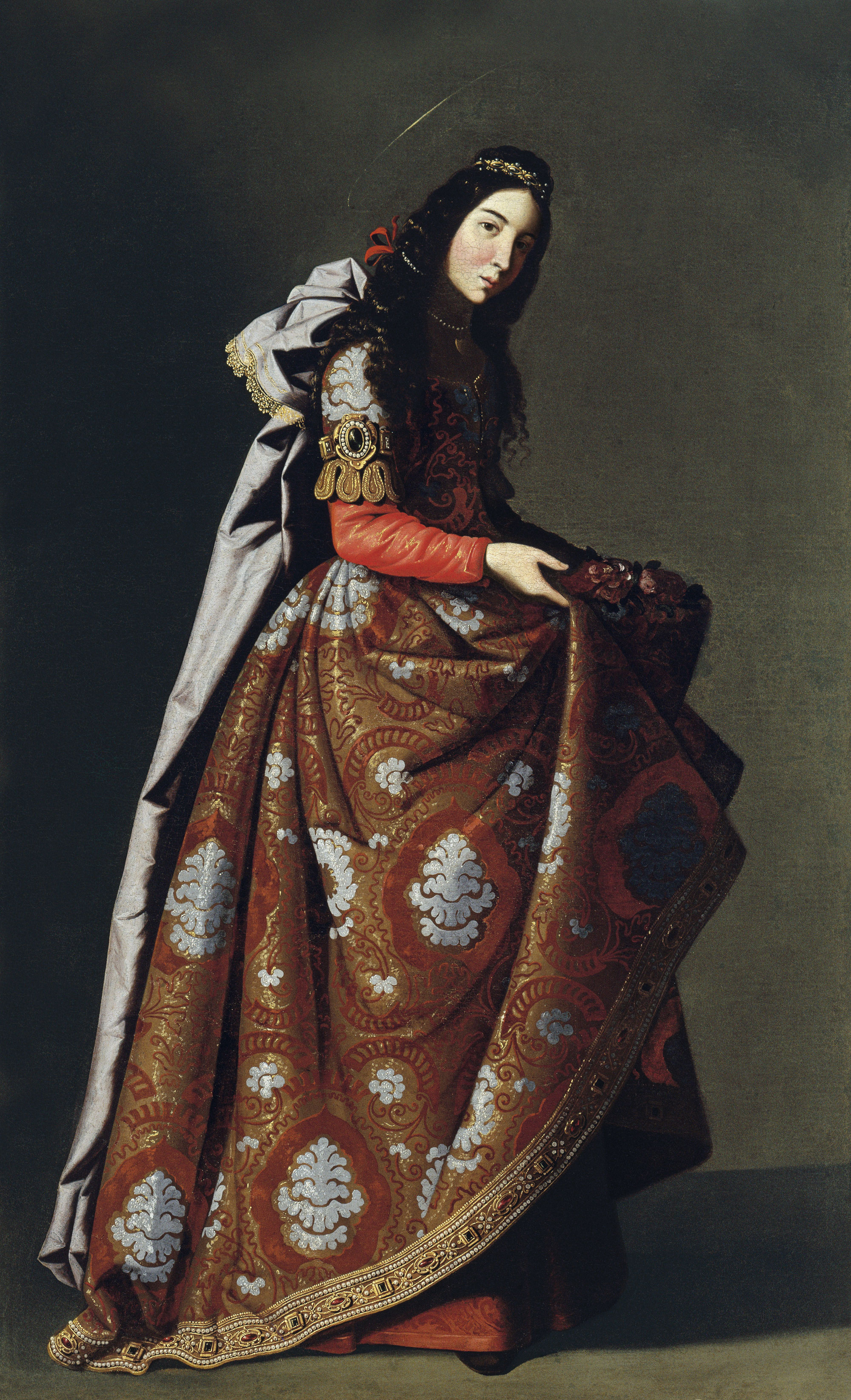
Święta Kasylda, 171 × 107 cm, 1630–1635, Muzeum Thyssen-Bornemisza

Święta Kasylda – obraz hiszpańskiego malarza Francisca de Zurbarána, z madryckiej kolekcji muzeum Prado.

## Powstanie obrazu
Francisco de Zurbarán namalował wiele wizerunków świętych. Po Soborze trydenckim otrzymał zlecenie od kardynała i arcybiskupa Bolonii Gabriela Paleottiego na portrety siedmiu świętych. Wizerunek św. Kasyldy jest jedynym, gdzie mistrz odszedł od tradycji i w bardzo zindywidualizowany sposób ukazał świętą. Za wzorzec mogła posłużyć rycina przedstawiająca św. Emerencjanę autorstwa David Teniersa Starczego. Obraz madrycki został namalowany, gdy Zurbarán piastował już urząd nadwornego malarza. Tego typu obrazy tworzone były w seriach i ozdabiały ściany tworząc ciąg wizerunków świętych, najczęściej w kościelnych zakrystiach.
Kasylda była córką emira z Toledo. W tajemnicy przeszła na wiarę chrześcijańską i potajemnie pomagała więźniom swojego ojca. Legenda mówi, iż pewnego dnia, gdy przynosiła uwięzionym chleb, została nakryta przez strażników, lecz bochenek zamienił się w róże, przez co jej czyn nie został zdemaskowany
Na pierwszy rzut oka portret przedstawia młodą Andaluzyjkę o pełnej wdzięku twarzy lub dziewczynę z wyższych sfer z Sewilli z początku XVII wieku. Jak dowodzi Rogelio Buendia, tego rodzaju strój kobiecy przywdziewany był tylko podczas jednej uroczystości obchodzonej lokalnie, w Sewilli. Podczas ulicznej procesji młode panny z zamożnych domów, chcąc uczcić św. Kasyldę, przybierały piękne suknie i szły ulicami metropolii. Kluczem do zidentyfikowania postaci są trzymane w dłoniach dziewczyny róże: atrybut świętej.
Hiszpański pisarz Antonio Onieva w katalogu prac z madryckiego muzeum Prado wysuwa hipotezę, iż ukazana dziewczyna może być wizerunkiem pierwszej żony Francisca de Zurbarána, Beatriz de Morales. Na oficjalnej stronie muzeum Prado, dzieło Zurbarána widnieje jako Portret Elżbiety Aragońskiej.

## Opis obrazu
Madrycki portret Kasyldy jest drugą wersją jej wizerunku. Kobieta na portrecie odziana jest w wytworną suknię z ciężkiej i połyskliwej tkaniny wyszywanej klejnotami. Nie ma ona nic wspólnego z mauretańskim strojem i jest produktem wyobraźni malarza. Na szyi widoczny jest naszyjnik z pereł, a na głowie ma diadem. Draperia, jak to było w zwyczaju, prawdopodobnie umieszczona jest na manekinie, przez co artysta uzyskał efekt mocno plisowanego materiału odbijające refleksy świetlne. Jak w większości prac Zurbarána, na portrecie nie można zauważyć choćby śladu gestu czy ruchu. Jedynie w spojrzeniu kobiety można dojrzeć cień frywolności i kokieterii.
Obraz został z lewej strony przycięty o ok. 10 centymetrów. W 1814 nie był wymieniany w spisie dzieł Pałacu Królewskiego w Madrycie, co może świadczyć, iż był jednym z wielu dzieł zrabowanych podczas napoleońskiej grabieży Sewilli.

## Pierwsza wersja
Francisco de Zurbarán przynajmniej dwukrotnie malował portret Kasyldy. Po raz pierwszy w latach 1630–1635. Na tym portrecie, obecnie znajdującym się w Muzeum Thyssen-Bornemisza w Madrycie, święta jest nieco młodsza, ale ma na sobie równie bogatą suknię wyszywaną kwiatowymi wzorami. Przez długi czas postać tę identyfikowano jako Elżbietę Węgierską; róże, które były także atrybutem królowej, są prawie niewidoczne i ledwo wystają spoza fałdy sukni. Diadem zamiast korony na głowie kobiety to szczegół, który pozwolił Jonathanowi Brownowi zidentyfikować ją jako świętą Kasyldę.